# Alex Murphy (cestista)
Alex James Murphy (Wakefield, 3 giugno 1993) è un cestista statunitense con cittadinanza finlandese, professionista in Europa.
È il figlio di Jay Murphy e il fratello di Erik, a loro volta cestisti.

## Palmarès
- Copa Princesa de Asturias: 2

San Sebastian: 2020
Estudiantes: 2024